# Mary Wollstonecraft
Mary Wollstonecraft (/ˈwʊlstən.krɑːft/; Londres, 27 de abril de 1759 – Londres, 10 de setembro de 1797) foi escritora, filósofa, e defensora dos direitos da mulher inglesa. Até finais do século XX, a vida de Wollstonecraft e suas várias relações pessoais não convencionais àquela altura, receberam mais atenção do que a sua escrita. Hoje em dia, Wollstonecraft é considerada uma das fundadoras da filosofia feminista (muitos a consideram a primeira escritora feminista), sendo frequentemente citada como uma importante influência aos movimentos feministas.
Durante sua breve carreira, escreveu romances, tratados, uma obra de literatura de viagem, uma história da Revolução Francesa, um livro de conduta e um livro infantil. Wollstonecraft é mais conhecida por Reivindicação dos Direitos da Mulher (1792), na qual argumentou que as mulheres não são naturalmente inferiores aos homens, mas apenas pareciam ser porque lhes faltava educação. Ela sugeriu que tanto os homens como as mulheres deveriam ser tratados como seres racionais e imaginava uma ordem social fundada na razão.
Wollstonecraft casou-se em 1797 com o filósofo William Godwin, um dos ancestrais do movimento anarquista. Antes disso, já possuía uma filha, Fanny Imlay nascida em 1794, fruto de uma aventura amorosa anterior. A autora morreu aos 38 anos, deixando para trás vários manuscritos inacabados. Morreu 11 dias após dar à luz a sua segunda filha, Mary Shelley, que se tornaria uma escritora e autora de Frankenstein.
Após a morte de Wollstonecraft, o seu viúvo publicou uma Memória (1798) de sua vida, revelando seu estilo de vida pouco ortodoxo, que inadvertidamente afetou sua reputação pública na sociedade inglesa do século XIX. Contudo, com a emergência do movimento feminista na virada do século XX, a defesa de Wollstonecraft acerca da igualdade das mulheres perante os homens, bem como, suas críticas à feminilidade convencional tornaram-se cada vez mais importantes, revelando a proeminência da autora nos círculos feministas.

## Biografia

### Primeiros anos
Wollstonecraft nasceu em 27 de abril de 1759 em Spitalfields, Londres. Foi a segunda de sete filhos de Edward John Wollstonecraft e Elizabeth Dixon. Embora sua família tivesse uma renda confortável durante os primeiros anos de sua vida, seu pai foi gradualmente dissipando-a em negócios especulativos. Como consequência, a instabilidade financeira da família cresceu, e foram várias vezes forçados a mudar-se de endereço durante a infância de Mary. A situação financeira da família chegou a ficar tão degradada que o pai de Mary a forçou a abrir mão do dinheiro que ela herdaria ao chegar à maturidade. Além disso, ele era violento a ponto de bater na mulher durante episódios de alcoolismo. Na adolescência, Mary às vezes deitava-se à porta do quarto da mãe para protegê-la. Mary também assumiu um papel maternal em relação a suas irmãs, Everina e Eliza, durante toda a vida. Por exemplo, numa ocasião crucial em 1784, Mary convenceu Eliza − sofrendo, provavelmente, de depressão pós-parto, − a deixar o marido e o filho; Mary preparou-lhe a fuga, demonstrando sua tendência a contrariar normas sociais. No entanto, as consequências foram graves: sua irmã foi alvo de condenação social e, como não podia casar-se novamente, ficou para sempre sujeita a uma vida de pobreza e trabalho árduo.
Duas amizades moldaram o início da vida de Wollstonecraft. A primeira foi com Jane Arden em Beverley. As duas liam livros juntas frequentemente e assistiram a palestras apresentadas pelo pai de Arden, um auto-denominado filósofo e cientista. Wollstonecraft divertiu-se na atmosfera intelectual da casa de Arden e valorizou muito a sua amizade com Arden, por vezes ao ponto de ser emocionalmente possessiva. Wollstonecraft escreveu-lhe: "Formei noções românticas de amizade ... Sou um pouco singular nos meus pensamentos de amor e amizade; devo ter o primeiro lugar ou nenhum". Em algumas das cartas de Wollstonecraft a Arden, ela revela as emoções voláteis e depressivas que a assombrariam ao longo da sua vida. A segunda e mais importante amizade foi com Fanny (Frances) Blood, apresentada a Wollstonecraft pelos Clares, um casal em Hoxton que, para ela, se tornaram figuras parentais; Wollstonecraft atribuiu a Blood a responsável pela abertura da sua mente.
Infeliz com a sua vida doméstica, Wollstonecraft saiu sozinha em 1778 e aceitou um emprego como lady's companion para Sarah Dawson, uma viúva que vivia em Bath. No entanto, Wollstonecraft teve dificuldade em dar-se bem com a mulher irascível (uma experiência em que se baseou ao descrever os inconvenientes de tal posição em Thoughts on the Education of Daughters, 1787). Em 1780, regressou a casa ao ser chamada de volta para cuidar da sua mãe moribunda. Em vez de voltar ao emprego de Dawson após a morte da sua mãe, Wollstonecraft mudou-se para casa com os Bloods. Percebeu durante os dois anos que passou com a família que tinha idealizado Blood, que estava mais investida nos valores femininos tradicionais do que Wollstonecraft. Mas Wollstonecraft permaneceu dedicada a Fanny e à sua família durante toda a sua vida, dando frequentemente assistência pecuniária ao irmão de Blood.
A Wollstonecraft tinha imaginado viver numa utopia feminina com Blood; fizeram planos para alugar quartos juntas e apoiarem-se emocionalmente e financeiramente, mas este sonho desmoronou-se sob realidades económicas. Para ganhar a vida, Wollstonecraft, as suas irmãs e Blood criaram juntas uma escola em Newington Green, uma comunidade de dissidentes ingleses. Pouco depois, Blood ficou noiva e, após o seu casamento, mudou-se para Lisboa, em Portugal, com o seu marido, Hugh Skeys, na esperança de que isso melhorasse a sua saúde, que sempre foi precária. Apesar da mudança de ambiente, a saúde de Blood deteriorou-se ainda mais quando engravidou, e em 1785 Wollstonecraft deixou a escola e foi atrás de Blood para a cuidar, mas em vão. Além disso, o seu abandono da escola levou ao seu fracasso. A morte de Blood deixou Wollstonecraft devastada e foi parte da inspiração para o seu primeiro romance, Mary: A Fiction (1788).

### "A primeira de um novo género"

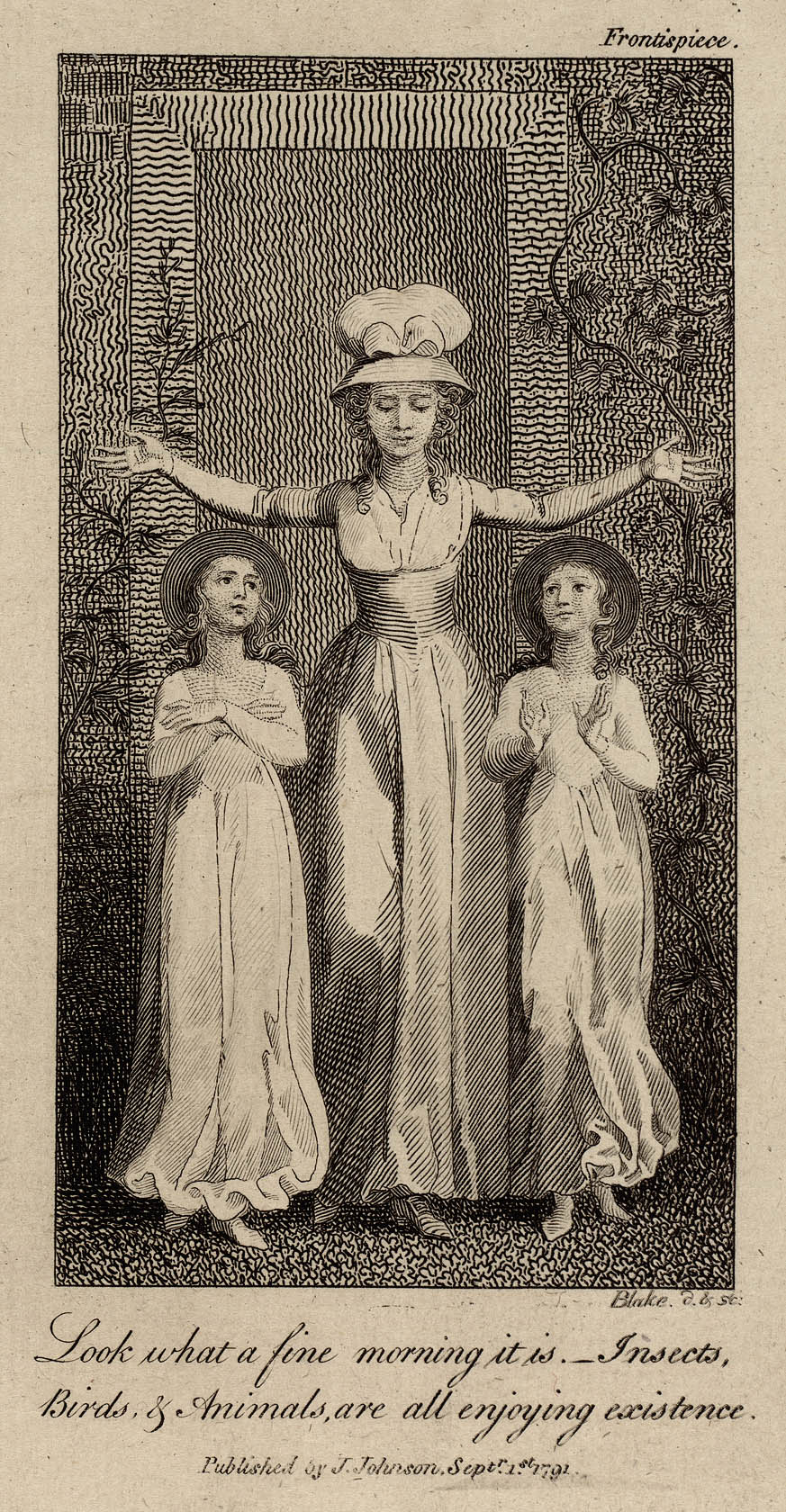
Frontespício da edição de 1791 de Original Stories from Real Life gravado por William Blake

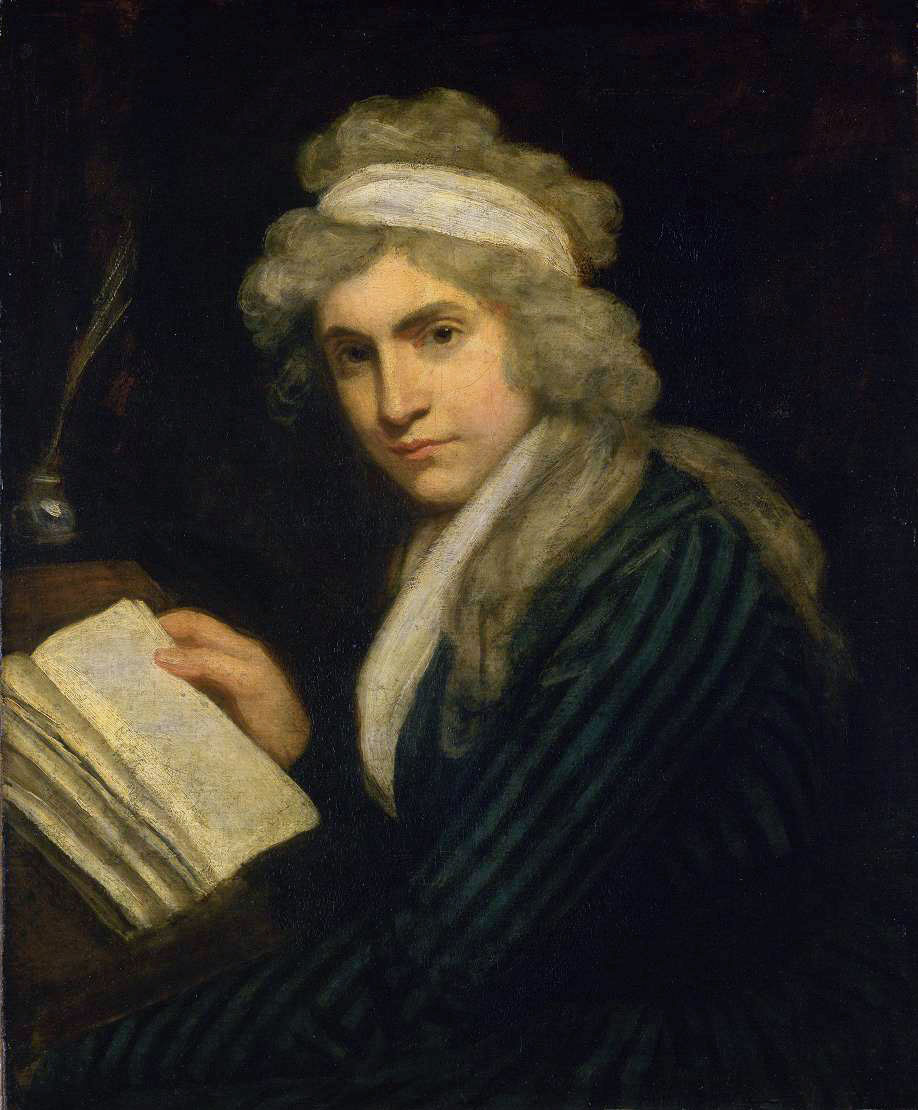
Mary Wollstonecraft em 1790–1, por John Opie

Após a morte de Blood em 1785, os amigos de Wollstonecraft ajudaram-na a obter uma posição como governanta das filhas da família anglo-irlandesa Kingsborough na Irlanda. Embora ela não se conseguisse dar bem com Lady Kingsborough, as crianças consideraram-na uma instrutora inspiradora; Margaret King diria mais tarde que ela "libertou a sua mente de todas as superstições". Algumas das experiências de Wollstonecraft durante este ano entrariam para o seu único livro infantil, Original Stories from Real Life (1788).
Frustrada pelas poucas opções de carreira para as mulheres mais pobres, mas respeitáveis — um impedimento que Mary descreve com eloquência no capítulo de Thoughts on the Education of Daughters intitulado "Unfortunate Situation of Females, Fashionably Educated, and Left Without a Fortune" (Situações Pouco Afortunadas das Mulheres, Educadas a Preceito, e Deixadas sem Fortuna) —, ela decidiu, apenas um ano depois como educadora, partir para uma carreira como autora. Esta escolha foi radical pois, naquela altura, poucas eram as mulheres que podiam viver, apenas, com a escrita. Tal como escreveu à sua irmã Everina em 1787, Mary tentava ser "A primeira de um novo género". Mudou-se para Londres e, apoiada pelo editor liberal Joseph Johnson, encontrou um lugar para trabalhar e viver de forma independente. Aprendeu francês e alemão, e traduziu textos, destacando-se Of the Importance of Religious Opinions de Jacques Necker, e Elements of Morality, for the Use of Children de Christian Gotthilf Salzmann. Mary também fez trabalhos de revisão, principalmente de romances, para a revista de Johnson Analytical Review. O universo intelectual de Wollstonecraft alargou-se durante este período, com o trabalho de revisão que realizava, e com os novos conhecimentos que estava a fazer: frequentava os famosos jantares de Johnson, e conhecia personagens como o radical Thomas Paine e o filósofo William Godwin. A primeira vez que Godwin e Wollstonecraft se encontraram, ficaram mutuamente desapontados. Godwin tinha vindo para ouvir Paine, mas Wollstonecraft esteve com ele toda a noite, discordando dele sobre quase qualquer dos assuntos discutidos. Johnson, no entanto, tornou-se mais do que um amigo; ela descreveu-o nas cartas como um pai e um irmão.
Enquanto estava em Londres, Mary teve uma relação com o artista Henry Fuseli, embora ele fosse casado. Ele ficou, como escreveu, extasiada pelo seu talento, "a grandeza do seu espírito, aquela rapidez de compreensão, e aquela encantadora simpatia". Mary uma relação platónica com Fuseli e a sua esposa, mas aquele ficou intimidado e terminou a sua relação com Mary. Depois da rejeição sofrida, Mary decidiu viajar para França para fugir à humilhação do incidente, e para participar nos acontecimentos revolucionários que ela tinha citado em Uma Reivindicação dos Direitos dos Homens (1790). Ela tinha escrito sobre os Rights of Men em resposta à crítica conservadora de Edmund Burke da Revolução Francesa em Reflexões sobre a Revolução na França (1790), tornando-a famosa de um dia para o outro. Mary foi comparada ao controverso teólogo Joseph Priestley, e a Paine, cuja obra Rights of Man (1791) se mostraria como a mais popular das respostas a Burke. Mary aproveitou as ideias que tinha salientado em Rights of Men, em Uma Reivindicação pelos Direitos da Mulher (1792), seu trabalho mais famoso e influente.

### França e Gilbert Imlay

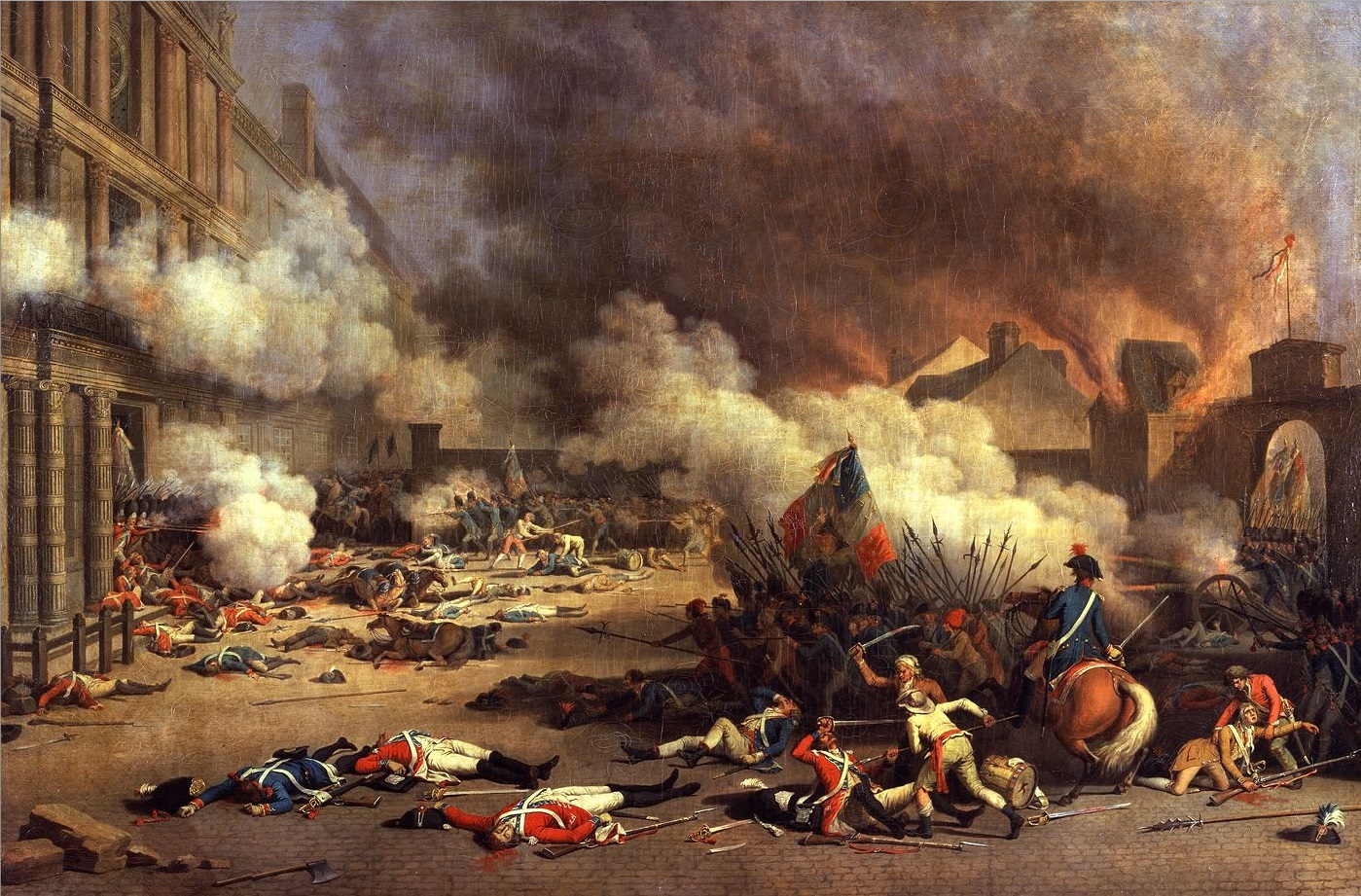
10 de Agosto, ataque ao Palácio das Tulherias; a violência alastra-se durante a Revolução Francesa

Wollstonecraft foi para Paris em dezembro de 1792, chegando um mês antes da execução de Luís XVI. A França encontrava-se no meio de um turbilhão de violência. Mary procurou por outros visitantes britânicos, tal como Helen Maria Williams, e juntou-se ao círculo de expatriados da cidade. Tendo acabado, recentemente, de escrever os Direitos da Mulher, Wollstonecraft estava determinada a testar as suas ideias e, no meio de um ambiente intelectual estimulante saído da revolução, passou pela sua relação amorosa mais experimental até à data: Mary conheceu, e apaixonou-se, por Gilbert Imlay, um aventureiro norte-americano. Se Mary estaria interessada num casamento com ele, não se sabe, o que se sabe é que ele não estava, e parece que ela se terá apaixonado por uma imagem idealizada de Imlay. Embora Wollstonecraft tenha rejeitado a componente sexual das relações nos Direitos da Mulher, Imlay despertou-lhe as suas paixões e o seu interesse pelo sexo. Pouco tempo depois, ficou grávida e, no dia 14 de Maio de 1794, Mary deu à luz sua primeira filha, Fanny, o mesmo nome da sua melhor amiga. Wollstonecraft estava em êxtase; escreveu a uma amiga: "A minha Pequenina começou a mamar tão FORTEMENTE que o seu pai acha ser uma insolência [da parte de Mary] ela escrever a segunda parte dos D[irei]tos da Mulher". Mary continuou a escrever avidamente, apesar não só da sua gravidez, mas também de ser uma jovem mãe, sozinha, num país estrangeiro, e da crescente instabilidade da Revolução Francesa. Enquanto estava em Le Havre, na região Norte da França, Mary escreveu uma história dos primeiros dias da revolução, An Historical and Moral View of the French Revolution, a qual foi publicada em Londres em dezembro de 1794.
À medida que a situação piorava, a Grã-Bretanha declarou guerra à França, colocando, assim, os cidadãos britânicos a viver nesse país em situação de grande risco. Para proteger Wollstonecraft, Imlay registou-a como sua esposa em 1793, apesar de não serem casados. Alguns dos seus amigos não tiveram tanta sorte; muitos, como Thomas Paine, foram detidos, e alguns deles foram mesmo guilhotinados (as irmãs de Mary pensavam que ela tinha sido detida). Depois de deixar França, ela continuou a referir o seu nome como "Sra. Imlay", mesmo às suas irmãs, para assim manter a legitimidade sobre a sua filha.
Imlay, descontente com a maneira de pensar de Mary - maternal e muito dedicada à vida doméstica -, acabou por deixá-la. Prometeu regressar a Le Havre para onde Mary foi para dar à luz a sua filha, mas o facto de Imlay ter passado a escrever-lhe menos, e as suas longas ausências, convenceram-na de que ele tinha outra mulher. As cartas de Mary estão carregadas de queixas e repreensões, explicadas por alguns críticos com a expressão de uma mulher muito deprimida, e, por outros, como resultado das circunstâncias da sua vida - sozinha com uma filha no meio de uma revolução.

### A Revolução Francesa

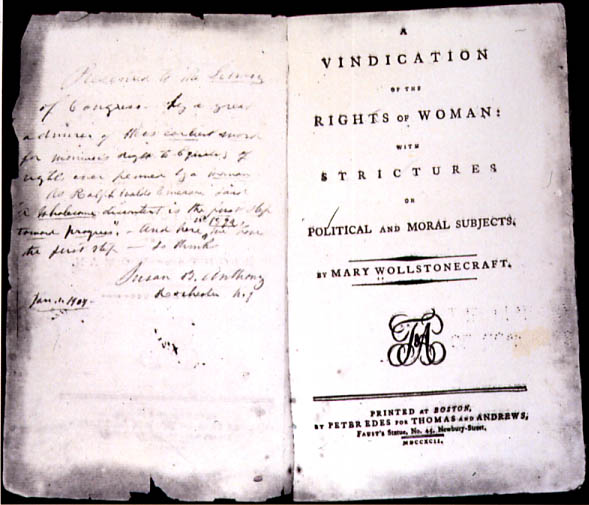
Frontispício do livro Uma Reivindicação pelos Direitos da Mulher (1792)

O estouro da Revolução Francesa, em julho de 1789, detonou controvérsias explosivas. Em novembro, Richard Price deu uma palestra na Society for Commemorating the Glorious Revolution of 1688 (“Sociedade pela Comemoração da Revolução Gloriosa de 1688”), defendendo o direito do povo francês de se rebelar e sugerindo que o povo inglês deveria ter o direito de escolher seus dirigentes – um óbvio ataque à monarquia hereditária. Edmund Burke, um parlamentar conhecido por ter defendido a Revolução Americana, ficou alarmado. Burke escreveu “Reflections on the Revolution in France” (novembro de 1790), ”Reflexões sobre a Revolução na França”, um livro retoricamente brilhante que atacava os direitos naturais e defendia a monarquia e a aristocracia.
As ideias de Burke e suas críticas a Price deixaram Wollstonecraft indignada. Utilizando as ideias de John Locke e Richard Price, ela rapidamente publicou Uma Reivindicação dos Direitos dos Homens, uma das primeiras das quase trinta réplicas a Burke. Wollstonecraft censurou Burke por não ter olhos para a pobreza: “Percebo que, para a miséria chamar sua atenção, ela precisaria se vestir de palhaço…”. Ela denunciou as injustiças da constituição britânica, que evoluíra “dos dias negros da ignorância, quando as mentes dos homens estavam amarradas pelos mais grotescos dos preconceitos e pelas mais imorais das superstições”. Ela frisou a prática aristocrática de transmitir as riquezas ao filho mais velho: “a única segurança de propriedade autorizada pela natureza e sancionada pela razão é o direito do homem de usufruir das aquisições que adquiriu com seus talentos e esforços, e de cedê-los a quem quer que escolha…”.
Ela atacou o poder arbitrário do governo: “Assegurar a propriedade! Eis, em poucas palavras, a definição inglesa da liberdade… Mas, calma! – é apenas a propriedade do rico que é protegida; o homem que vive do seu suor não possui um refúgio da opressão; os fortes podem invadir seus domínios – desde quando o castelo do pobre foi sagrado? – e os malfeitores podem arrancá-lo da família que depende do seu trabalho para a subsistência… Não posso deixar de expressar minha surpresa por vocês terem esquecido de avisar aos franceses, ao recomendar a nossa forma de governo como modelo, do costume de forçar arbitrariamente os homens a se alistarem na marinha”.
O artigo de Wollstonecrat – como, aliás, todas as outras respostas a Burke – ficaram em segundo plano depois da publicação da poderosa réplica de Thomas Paine, The Rights of Man (“Os Direitos do Homem”), mas ela estabeleceu sua reputação como uma autora que valia a pena ler.

#### Uma Reivindicação pelos Direitos da Mulher
Ela principalmente presumira que, quando os revolucionários falavam em “homem”, eles estavam usando uma abreviação para toda a humanidade. Mas então, no dia dez de setembro de 1791, o antigo bispo de Autin defendeu que as escolas estatais deveriam terminar na oitava série para as garotas, mas fossem adiante para os rapazes. Isso deixou claro para Wollstonecraft que, apesar de toda a conversa sobre direitos iguais, os revolucionários franceses não tinham a intenção de ajudar as mulheres de nenhum modo significativo. Ela começou então a planejar seu livro mais famoso Uma Reivindicação pelos Direitos da Mulher. Ela passou mais de três meses escrevendo, terminando-o no dia 3 de janeiro de 1792. Johnson o publicou em três volumes.
Ela desprezava a classe dos governantes. Escreveu que “os impostos que recaem mesmo sobre as necessidades da vida possibilitam que uma tribo infinita de príncipes e princesas preguiçosas desfilem com uma pompa estúpida em frente às multidões, que chegam quase a adorar o mesmo desfile que lhes custa tão caro”.
Ele citava especificamente as leis que “fazem de um homem e sua esposa uma unidade absurda; e então, pela simples transição de considerar apenas ele como responsável, ela é reduzida a um nada…. como um ser pode ser generoso se não tem nada que é seu? Ou virtuoso se não é livre?”.
Wollstonecraft lançou uma das primeiras reivindicações pelo sufrágio feminino: “Eu realmente acredito que as mulheres devem ter representantes, ao invés de serem governadas arbitrariamente, sem que possam participar diretamente de parte alguma das deliberações do governo”.
Wollstonecraft atacou aqueles que, como o coletivista Jean-Jacques Rousseau, queriam manter as mulheres submissas. Ele escrevera que “a educação das mulheres deve ser pensada em relação aos homens; em como nos agradar, nos ser úteis, nos fazer amá-las e prezá-las; em como educar-nos quando jovens e cuidar de nós quando crescermos; em como nos aconselhar, nos consolar, e como tornar nossas vidas fáceis e agradáveis; estes são os deveres constantes das mulheres, e é isso que elas devem aprender na infância”.
Wollstonecraft acreditava que a educação poderia ser a salvação das mulheres: “o exercício do entendimento é necessário; não há outro fundamento para a independência de caráter. Eu afirmo explicitamente que elas devem se sujeitar somente à autoridade da razão, ao invés de serem humildes escravas da opinião”. Ela insistia que as mulheres deveriam estudar assuntos sérios, como leitura, escrita, aritmética, botânica, história natural e filosofia moral; ela recomendava também exercícios físicos vigorosos para auxiliar o estímulo da mente.
Wollstonecraft defendeu a eliminação dos obstáculos ao sucesso das mulheres. Ela afirmava que “a liberdade é a mãe da virtude; se as mulheres forem naturalmente escravas, e não puderem respirar o revigorante ar da liberdade, então elas deverão ser eternamente desprezadas como seres exóticos, como belas falhas da natureza”.
Ela antevia um futuro em que as mulheres seriam livres para seguir virtualmente qualquer oportunidade profissional. “Embora eu considere que as mulheres comuns são chamadas a desempenhar os papéis de esposas e mães, por motivos intelectuais e religiosos, não posso deixar de lamentar que as mulheres de um tipo superior não tenham à sua disposição um caminho que as leve a ambicionar um grau maior de utilidade e independência. (…) Quantas mulheres desperdiçaram desse modo a vida, vítimas da infelicidade, quando poderiam ter atuado como médicas, dirigido fazendas, administrado comércios, erguendo-se por meio do próprio esforço, ao invés de baixarem o rosto, encharcadas com o orvalho da sensibilidade”.
Com “Uma Reivindicação pelos Direitos da Mulher’’ Wollstonecraft entrou em uma categoria própria. Ela foi além de Catherine Macaulay, sua contemporânea que escrevera apaixonadamente sobre a educação das mulheres. As literatas, mulheres como Hannah More, Elizabeth Montagu e Hester Chapone, que alcançaram bastante sucesso explorando ao máximo as posições subordinadas aberta às mulheres, se opuseram a Wollstonecraft. Uma sucessão de escritoras – Fanny Burney, Clara Reeve, Charlotte Smith, e Elizabeth Inchbald, por exemplo – haviam retratado mulheres que alcançavam uma estatura moral heróica, mas nem sempre louvavam as mulheres por suas inteligências.
A primeira edição de Uma Reivindicação pelos Direitos da Mulher se esgotou no primeiro ano, e Johnson lançou uma segunda. Uma edição americana e traduções para o francês e o alemão vieram em seguida.
Wollstonecraft atravessou o Canal da Mancha para ver a revolução francesa com os próprios olhos. Ela foi recebida por expatriados como Joel Barlow, patriota americano, Helen Maria Williams, poeta inglesa, e Thomas Paine. Ela se alinhou com os liberais girondinos que, assim como o marquês de Condorcet, defendiam os direitos das mulheres e uma limitação constitucional ao governo. No entanto, ela ficou horrorizada com a rapidez com que os jacobinos tomaram o poder e lançaram o reinado do Terror.
Wollstonecraft sonhava com o dia em que os homens e as mulheres tratariam um ao outro como iguais. “O homem que se contenta em viver com uma companheira bela e útil, mas sem cérebro, perdeu o gosto por satisfações mais refinadas em favor das gratificações voluptuosas. Ele nunca sentiu a tranquila satisfação, que refresca o coração como um orvalho divino, de ser amado por alguém que pode lhe entender”.
Infelizmente, aplicar essas ideias à sua própria vida foi dificílimo. Ela ficou atraída por Henry Fuseli, um gênio excêntrico, mas ele era um homem casado e a deixou de lado depois de um demorado flerte. Quando ainda estava na França, ela se apaixonou por Gilbert Imlay, um aventureiro americano, que estava sempre em busca do esquema que lhe deixasse rico. Eles tiveram uma filha, Fanny, mas ele perdeu o interesse pelas duas e as abandonou. Wollstonecraft tentou se suicidar duas vezes. Depois da segunda tentativa, ao ser retirada do Tâmisa, ela recobrou sua força de vontade: “Parece que me é impossível deixar de existir, ou que este espírito ativo e incansável – igualmente aberto às alegrias e tristezas – seja apenas poeira organizada. Certamente algo reside nesse coração que não é perecível – e a vida é mais que um sonho”.
Enquanto se recuperava do desespero de ter sido abandonada por Imlay, ela tirou três meses de férias com Fanny na Escandinávia, quando escreveu uma das suas obras mais tocantes, Letters Written During a Short Residence in Sweden, Norway and Denmark (“Cartas Escritas durante uma Curta Estadia na Suécia, Noruega e Dinamarca”). As cartas estavam endereçadas ao anônimo pai americano da sua filha. Elas consistiam em um diário de viagens entrelaçados de comentários sobre política, filosofia e sua vida pessoal. Depois de ter testemunhado o Terror francês, ela reflete sobre as transformações sociais. “Um afeto ardente pela raça humana produz personalidades entusiasticamente dispostas a provocar alterações prematuras nas leis e governos. Para torná-las úteis e duradouras, essas transformações precisam crescer de cada solo particular, e serem frutos do gradual amadurecimento do espírito de uma nação, e não o resultado forçado de uma fermentação artificial". Ao longo do livro, Wollstonecraft se esforça para lidar com a tristeza de ter perdido Imlay, transmitindo uma ternura e uma franqueza que tocam o coração. William Godwin viria a observar que “se já foi feito um livro calculado para fazer um homem se apaixonar por sua autora, parece-me que foi este”.

### Em Inglaterra e William Godwin
Na procura de Imlay, Wollstonecraft regressou a Londres em abril de 1795, mas aquele rejeitou-a. Em maio de 1795, tentou suicidar-se, provavelmente com laudanum, mas Imlay salvou-lhe a vida (embora não se saiba como). Numa última tentativa para conquistar Imlay, Mary dedicou-se aos seus negócios, em particular na Escandinávia, tentando recuperar algumas das suas perdas. Wollstonecraft realizou a viagem tendo apenas como companhia a sua filha e uma criada. Mary fez um relato das suas viagens e dos seus pensamentos nas cartas que enviou a Imlay, sendo que muitos dos quais seriam publicados como Letters Written in Sweden, Norway, and Denmark, em 1796. Quando regressou a Inglaterra, e tomando consciência de que a sua relação com Imlay tinha terminado, tentou, de novo, suicidar-se, deixando uma carta a Imlay:

Que os meus erros fiquem só para mim! Logo, logo estarei em paz. Quando receberes esta carta, a minha escaldante cabeça estará fria... Saltarei para o Tamisa onde haverá menos probabilidade de o meu corpo ser resgatado da morte que procuro. Deus te abençoe! Que nunca passes pela tormentos que me fizeste passar. Quando finalmente te sentires, o arrependimento encontrará o seu caminho até ao coração; e, entre os negócios e o prazer sensual, farei a minha aparição perante ti, a vítima dos desvios da tua rectidão.

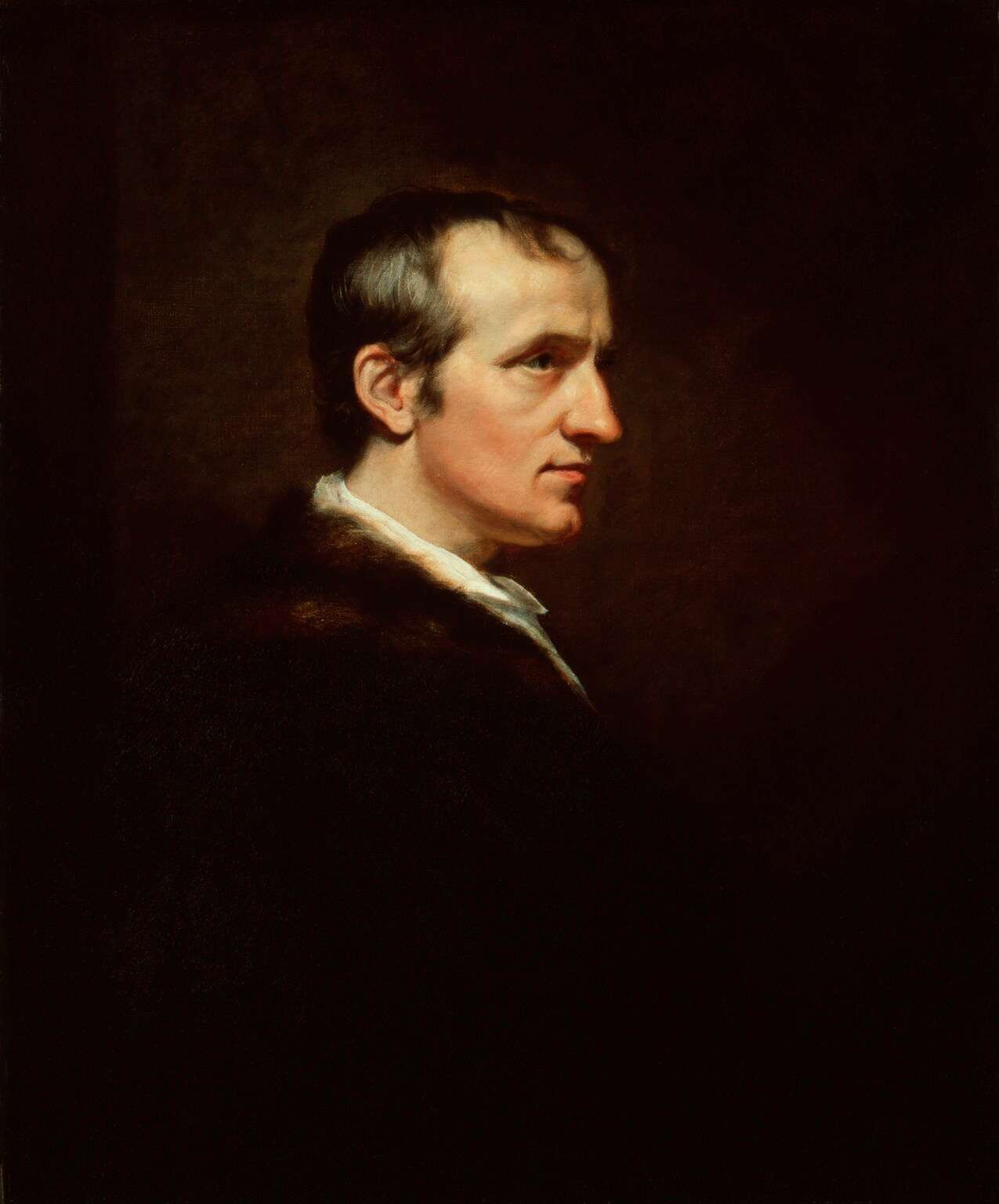
James Northcote, William Godwin, óleo sobre tela, 1802, National Portrait Gallery

Mary saiu numa noite chuvosa e, "para tornar as suas roupas mais pesadas com a água, ela caminhou para um lado e para o outro durante meia hora" antes de saltar para o rio Tamisa, um desconhecido a viu saltar e conseguiu salvá-la. Wollstonecraft considerou a sua tentativa de suicídio profundamente racional, e escreveu: 
Tenho apenas a lamentar que, quando o sabor amargo da morte passou, regressei à vida e à miséria. Mas uma ideia fixa e determinada não deve ser colocada de lado pela desilusão; nem eu permitirei que isso se torne numa tentativa inquieta, a qual foi um dos actos mais tranquilos da razão. A este respeito, sou apenas responsável por mim mesma. Se eu me importasse com o que é chamado de reputação, então será por outras razões que devo ser desonrada.
De forma gradual, Wollstonecraft regressou à sua vida literária, ficando envolvida, de novo, no círculo literário de Joseph Johnson, em particular com Mary Hays, Elizabeth Inchbald e Sarah Siddons, através de William Godwin. O namoro entre Godwin e Wollstonecraft começou lentamente, mas acabou por se tornar numa relação amorosa muito apaixonada. Godwin tinha lido as Letters Written in Sweden, Norway, and Denmark e, mais tarde, escreveria que "Se alguma vez houve um livro calculado para fazer um homem apaixonado por seu autor, este me parece ser o livro. Ela fala de suas tristezas, de uma forma que nos enche de melancolia e nos dissolve na ternura, ao mesmo tempo em que exibe um gênio que comanda toda a nossa admiração". Quando Mary ficou grávida, decidiram casar para que o seu filho fosse legítimo. O seu casamento revelou que Mary nunca tinha sido casada com Imlay, e, como resultado disso, ela e Godwin perderam muitos amigos. Godwin foi criticado pois tinha defendido a abolição do casamento no seu tratado filosófico Political Justice. Depois do seu casamento em 29 de março de 1797, mudaram-se para duas casas contíguas, conhecidas como The Polygon, para que ambos mantivessem a sua independência; era habitual comunicarem-se por carta. Segundo eles, a sua relação foi estável e feliz, embora tivesse sido curta.

### Nascimento de Mary, falecimento

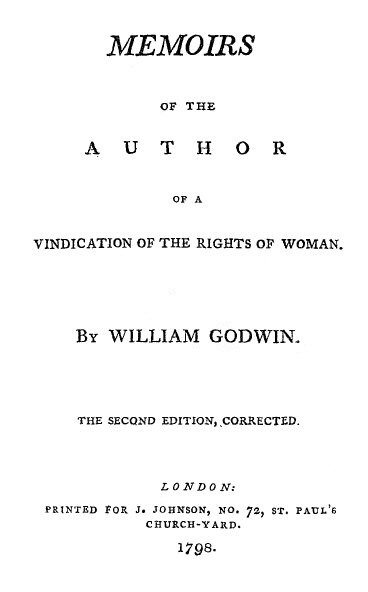
Página do livro de Godwin Memoirs of the Author of A Vindication of the Rights of Woman (1798)

No dia 30 de agosto de 1797, Mary deu à luz sua segunda filha, Mary. Embora, de início, tudo estivesse a correr bem, a placenta rompeu-se durante o nascimento e criou uma infecção; as infecções puerperais eram habituais e, habitualmente, fatais no século XVIII. Após vários dias em sofrimento, Mary Wollstonecraft morreu de septicemia no dia 10 de setembro. Godwin ficou desolado: escreveu ao seu amigo Thomas Holcroft, "Acredito que não existe nenhuma outra igual a ela em todo o mundo. Sei, pela nossa experiência, que fomos criados para fazer o outro feliz. Acho que nunca mais vou conhecer a felicidade outra vez". Mary foi sepultada na Velha Igreja de St Pancras; no seu túmulo pode ler-se "Mary Wollstonecraft Godwin, Author of A Vindication of the Rights of Woman: Born 27 April 1759: Died 10 September 1797." ("Mary Wollstonecraft Godwin, Autora de Uma Reivindicação pelos Direitos da Mulher: Nasceu a 27 de abril de 1759: Morreu a 10 de setembro de 1797") (Em 1851, os seus restos mortais foram trasladados pelo seu neto Percy Florence Shelley para o túmulo familiar em Bournemouth.)
Virginia Woolf viria a observar décadas depois, “ainda ouvimos suas voz e podemos rastrear sua influência mesmo agora, entre os vivos”. As americanas que entraram em uma cruzada por direitos iguais – Margaret Fuller, Lucretia Mott e Elizabeth Cady Stanton – foram todas inspiradas por “Uma reivindicação dos direitos das mulheres”.
No Brasil, Nísia Floresta foi a responsável pela primeira tradução, no país, da obra de Mary Wollstonecraft, ainda no século XIX.

## Póstumo, Memórias de Godwin
Em janeiro de 1798 Godwin publicou as suas Memoirs of the Author of A Vindication of the Rights of Woman (Memórias da Autora de Uma Revindicação dos Direitos da Mulher). Embora Godwin sentisse que retratara a sua mulher com amor, compaixão, e sinceridade, muitos leitores ficaram chocados por ele revelar os filhos ilegítimos de Wollstonecraft, os casos amorosos, e as tentativas de suicídio. O poeta romancista Robert Southey acusou-o de "querer despir a sua falecida esposa", e foram publicadas sátiras cruéis, como The Unsex'd Females. As Memórias de Godwin retratam Wollstonecraft como uma mulher profundamente empenhada em sentir-se equilibrada pela sua razão e mais cética em relação à religião do que os seus próprios escritos sugerem. As opiniões de Godwin sobre Wollstonecraft foram perpetuadas ao longo do século XIX e resultaram em poemas como "Wollstonecraft e Fuseli" do poeta britânico Robert Browning e o de William Roscoe que inclui as linhas:
Hard was thy fate in all the scenes of life

As daughter, sister, mother, friend, and wife;

But harder still, thy fate in death we own,

Thus mourn'd by Godwin with a heart of stone.

Difícil foi o teu destino em todas as cenas da vida

Como filha, irmã, mãe, amiga, e esposa;

Mas mais difícil ainda, o teu destino na morte que nos pertence,

Assim lamentado por Godwin com um coração de pedra.
Em 1851, os restos mortais de Wollstonecraft foram transferidos pelo seu neto Percy Florence Shelley para a sua tumba familiar na St Peter's Church, Bournemouth.

## Legado
A Wollstonecraft tem o que a acadêmica Cora Kaplan rotulou em 2002 como um legado "curioso" que tem evoluído ao longo do tempo: "para uma adepta autora ativista de muitos géneros ... até ao último quarto de século a vida de Wollstonecraft tem sido lida muito mais atentamente do que a sua escrita". Após o efeito devastador das Memórias de Godwin, a reputação de Wollstonecraft ficou muito baixa durante quase um século; ela foi atacada por escritoras como Maria Edgeworth, que criou a "aberração" Harriet Freke em Belinda (1801) devido a si. Outras romancistas como Mary Hays, Charlotte Turner Smith, Fanny Burney, e Jane West criaram figuras semelhantes, todas para dar uma "lição moral" aos seus leitores. (Hays tinha sido uma amiga próxima, e ajudou a cuidar dela nos seus dias finais).
Outro dos legados que Mary Wollstonecraft deixa está, o que a autora Celia Amorós chama de, o dilema Wollstonecraft, que é a adversidade que se apresenta também no movimento feminista: “a demanda de igualdade e de reconhecimento da diferença”. Ou seja, a presença do desejo pelos mesmos direitos e participação masculinos no momento da Revolução, e que depois foi adotado pelo feminismo, se contrapõe a necessidade de afirmar a diferença entre os dois grupos. Ciriza (2004) apresenta que o dilema Wollstonecraft se visibiliza quando as mulheres são classificadas por suas diferenças corporais durante a revolução. Tratava-se de um assunto fora do mundo político e social, era uma matéria de natureza, da carne.
As reivindicações e escritos de Mary Wollstonecraft durante a Revolução Francesa abrem o espaço para pensar “os lugares assinalados pelo costume” a partir dos critérios abstratos de igualdades instaurados nos momentos. Dessa maneira a autora deixou diversas heranças que podem e devem ser analisadas, mas em primeiro lugar, ela abre a possibilidade de questionar os modelos instaurados há muito tempo em seu país, a começar pela educação feminina.

## Principais obras

### Obras educativas

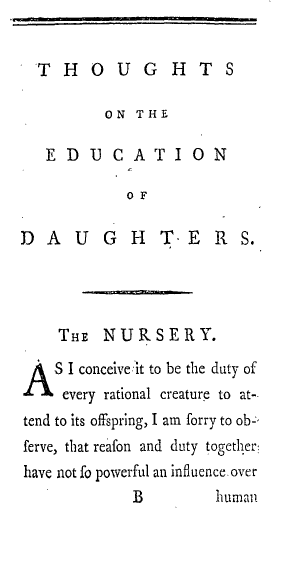
Primeira página da primeira edição de Thoughts on the Education of Daughters (1787)

A maioria das primeiras produções de Wollstonecraft são sobre educação; ela reuniu uma antologia de extractos literários "para a melhoria das mulheres jovens" intitulada A Leitora Feminina e traduziu duas obras infantis, Young Grandison de Maria Geertruida van de Werken de Cambon e Elements of Morality de Christian Gotthilf Salzmann. Os seus próprios escritos também abordaram o tema. Tanto no seu livro de conduta Thoughts on the Education of Daughters (1787) como no seu livro infantil Original Stories from Real Life (1788), Wollstonecraft defende a educação das crianças para o etos emergente da classe média: autodisciplina, honestidade, frugalidade, e contentamento social. Ambos os livros também enfatizam a importância de ensinar as crianças a raciocinar, revelando a dívida intelectual de Wollstonecraft às visões educacionais do filósofo John Locke, do século XVII. No entanto, o destaque que ela dá à fé religiosa e ao sentimento inato distingue a sua obra da dele e liga-a ao discurso da sensibilidade popular no final do século XVIII. Ambos os textos defendem também a educação da mulher, um tema controverso na altura e ao qual ela voltaria ao longo de toda a su
a carreira, nomeadamente em A Vindication of the Rights of Woman. Wollstonecraft defende que as mulheres bem-educadas serão boas esposas e mães e, em última análise, contribuirão positivamente para a nação.

## Obras escritas por Mary Wollstonecraft
Esta é uma lista completa das obras de Mary Wollstonecraft; todas as obras são a primeira edição, excepto quando indicado.

### Autoria de Wollstonecraft
- Thoughts on the Education of Daughters: With Reflections on Female Conduct, in the More Important Duties of Life. Londres: Joseph Johnson, 1787.
- Mary: A Fiction. Londres: Joseph Johnson, 1788.
- Original Stories from Real Life: With Conversations Calculated to Regulate the Affections and Form the Mind to Truth and Goodness. Londres: Joseph Johnson, 1788.
- The Female Reader: Or, Miscellaneous Pieces, in Prose and Verse; selected from the best writers, and disposed under proper heads; for the improvement of young women. By Mr. Cresswick, teacher of elocution [Mary Wollstonecraft]. To which is prefixed a preface, containing some hints on female education. Londres: Joseph Johnson, 1789.[66]
- A Vindication of the Rights of Men, in a Letter to the Right Honourable Edmund Burke. Londres: Joseph Johnson, 1790.
- A Vindication of the Rights of Woman with Strictures on Moral and Political Subjects. Londres: Joseph Johnson, 1792.
- "On the Prevailing Opinion of a Sexual Character in Women, with Strictures on Dr. Gregory's Legacy to His Daughters". New Annual Register (1792): 457–466. [Rights of Woman]
- An Historical and Moral View of the French Revolution; and the Effect It Has produced in Europe. Londres: Joseph Johnson, 1794.
- Letters Written during a Short Residence in Sweden, Norway, and Denmark. Londres: Joseph Johnson, 1796.
- "On Poetry, and Our Relish for the Beauties of Nature". Monthly Magazine (abril 1797).
- The Wrongs of Woman, or Maria. Posthumous Works of the Author of A Vindication of the Rights of Woman. Ed. William Godwin. Londres: Joseph Johnson, 1798. [Publicado postumamente; inacabado]
- "The Cave of Fancy". Posthumous Works of the Author of A Vindication of the Rights of Woman. Ed. William Godwin. Londres: Joseph Johnson, 1798. [Publicado postumamente; fragmento escrito em 1787]
- "Letter on the Present Character of the French Nation". Posthumous Works of the Author of A Vindication of the Rights of Woman. Ed. William Godwin. Londres: Joseph Johnson, 1798. [Publicado postumamente; escrito em 1793]
- "Fragment of Letters on the Management of Infants". Posthumous Works of the Author of A Vindication of the Rights of Woman. Ed. William Godwin. Londres: Joseph Johnson, 1798. [Publicado postumamente; inacabado]
- "Lessons". Posthumous Works of the Author of A Vindication of the Rights of Woman. Ed. William Godwin. Londres: Joseph Johnson, 1798. [Publicado postumamente; inacabado]
- "Hints". Posthumous Works of the Author of A Vindication of the Rights of Woman. Ed. William Godwin. Londres: Joseph Johnson, 1798. [Publicado postumamente; notas sobre o segundo volume de Direitos da Mulher, nunca escrito]
- Contributions to the Analytical Review (1788–1797) [publicado anonimamente]

### Traduzido por Wollstonecraft
- Necker, Jacques. Of the Importance of Religious Opinions. Trad. Mary Wollstonecraft. Londres: Joseph Johnson, 1788.
- de Cambon, Maria Geertruida van de Werken. Young Grandison. A Series of Letters from Young Persons to Their Friends. Trad. Mary Wollstonecraft. Londres: Joseph Johnson, 1790.
- Salzmann, Christian Gotthilf. Elements of Morality, for the Use of Children; with an introductory address to parents. Trad. Mary Wollstonecraft. Londres: Joseph Johnson, 1790.

### Obras primárias
- Butler, Marilyn, ed. Burke, Paine, Godwin, and the Revolution Controversy. Cambridge: Cambridge University Press, 2002. ISBN 978-0-521-28656-5.
- Wollstonecraft, Mary. The Collected Letters of Mary Wollstonecraft. Ed. Janet Todd. New York: Columbia University Press, 2003. ISBN 978-0-231-13142-1.
- Wollstonecraft, Mary. The Complete Works of Mary Wollstonecraft. Ed. Janet Todd and Marilyn Butler. 7 vols. Londres: William Pickering, 1989. ISBN 978-0-8147-9225-4.
- Wollstonecraft, Mary. The Vindications: The Rights of Men and The Rights of Woman. Eds. D.L. Macdonald e Kathleen Scherf. Toronto: Broadview Press, 1997. ISBN 978-1-55111-088-2.
- Wollstonecraft, Mary (2005), «On the pernicious effects which arise from the unnatural distinctions established in society», in:  Cudd, Ann E.; Andreasen, Robin O., Feminist theory: a philosophical anthology, ISBN 978-1-4051-1661-9, Oxford, UK; Malden, Massachusetts: Blackwell Publishing, pp. 11–16.

### Biografias
- Franklin, Caroline. Mary Wollstonecraft: A Literary Life. 2004. ISBN 978-0-230-51005-0
- Flexner, Eleanor. Mary Wollstonecraft: A Biography. New York: Coward, McCann and Geoghegan, 1972. ISBN 978-0-698-10447-1.
- Godwin, William. Memoirs of the Author of a Vindication of the Rights of Woman. 1798. Eds. Pamela Clemit e Gina Luria Walker. Peterborough: Broadview Press Ltd., 2001. ISBN 978-1-55111-259-6.
- Gordon, Charlotte. Romantic Outlaws: The Extraordinary Lives of Mary Wollstonecraft and Mary Shelley. Great Britain: Random House, 2015. ISBN 978-0-8129-9651-7. The book's website.
- Gordon, Lyndall. Vindication: A Life of Mary Wollstonecraft. Great Britain: Virago, 2005. ISBN 978-1-84408-141-7.
- Hays, Mary. "Memoirs of Mary Wollstonecraft". Annual Necrology (1797–98): 411–60.
- Jacobs, Diane. Her Own Woman: The Life of Mary Wollstonecraft. US: Simon & Schuster, 2001. ISBN 978-0-349-11461-3.
- Paul, Charles Kegan. Letters to Imlay, with prefatory memoir by C. Kegan Paul. Londres: C. Kegan Paul, 1879. Full text
- Pennell, Elizabeth Robins. Life of Mary Wollstonecraft (Boston: Roberts Brothers, 1884). Full text
- St Clair, William. The Godwins and the Shelleys: The biography of a family. Nova York: W.W. Norton and Co., 1989. ISBN 978-0-8018-4233-7.
- Sunstein, Emily. A Different Face: the Life of Mary Wollstonecraft. Boston: Little, Brown and Co., 1975. ISBN 978-0-06-014201-8.
- Todd, Janet. Mary Wollstonecraft: A Revolutionary Life. Londres: Weidenfeld & Nicolson, 2000. ISBN 978-0-231-12184-2.
- Tomalin, Claire. The Life and Death of Mary Wollstonecraft. Rev. ed. 1974. Nova York: Penguin, 1992. ISBN 978-0-14-016761-0.
- Wardle, Ralph M. Mary Wollstonecraft: A Critical Biography. Lincoln: University of Nebraska Press, 1951.

### Outras obras secundárias
- Callender, Michelle "The grand theatre of political changes ": Marie Antoinette, the republic, and the politics of spectacle in Mary Wollstonecraft's An historical and moral view of the French revolution" pp. 375–92 from European Romantic Review, Volume 11, Issue 4, Fall 2000.
- Conger, Syndy McMillen. Mary Wollstonecraft and the Language of Sensibility. Rutherford: Fairleigh Dickinson University Press, 1994. ISBN 978-0-8386-3553-7.
- Detre, Jean. A most extraordinary pair: Mary Wollstonecraft and William Godwin, Garden City : Doubleday, 1975
- Falco, Maria J., ed. Feminist Interpretations of Mary Wollstonecraft. University Park: Penn State Press, 1996. ISBN 978-0-271-01493-7.
- Favret, Mary. Romantic Correspondence: Women, politics and the fiction of letters. Cambridge: Cambridge University Press, 1993. ISBN 978-0-521-41096-0.
- Furniss, Tom. "Mary Wollstonecraft's French Revolution". The Cambridge Companion to Mary Wollstonecraft. Ed. Claudia L. Johnson. Cambridge: Cambridge University Press, 2002. pp. 59–81. ISBN 978-0-521-78952-3
- Halldenius, Lena. Mary Wollstonecraft and Feminist Republicanism: Independence, Rights and the Experience of Unfreedom, Londres: Pickering & Chatto, 2015. ISBN 978-1-84893-536-5.
- Holmes, Richard. "1968: Revolutions", in Footsteps: Adventures of a Romantic Biographer. Hodder & Stoughton, 1985. ISBN 978-0-00-720453-3.
- Janes, R.M. "On the Reception of Mary Wollstonecraft's A Vindication of the Rights of Woman". Journal of the History of Ideas 39 (1978): 293–302.
- Johnson, Claudia L. Equivocal Beings: Politics, Gender, and Sentimentality in the 1790s. Chicago: University of Chicago Press, 1995. ISBN 978-0-226-40184-3.
- Jones, Chris. "Mary Wollstonecraft's Vindications and Their Political Tradition". The Cambridge Companion to Mary Wollstonecraft. Ed. Claudia L. Johnson. Cambridge: Cambridge University Press, 2002. ISBN 978-0-521-78952-3.
- Jones, Vivien. "Mary Wollstonecraft and the literature of advice and instruction". The Cambridge Companion to Mary Wollstonecraft. Ed. Claudia Johnson. Cambridge: Cambridge University Press, 2002. ISBN 978-0-521-78952-3.
- Kaplan, Cora. "Mary Wollstonecraft's reception and legacies". The Cambridge Companion to Mary Wollstonecraft Ed. Claudia L. Johnson. Cambridge: Cambridge University Press, 2002. ISBN 978-0-521-78952-3.
- —. "Pandora's Box: Subjectivity, Class and Sexuality in Socialist Feminist Criticism". Sea Changes: Essays on Culture and Feminism. Londres: Verso, 1986. ISBN 978-0-86091-151-7.
- —. "Wild Nights: Pleasure/Sexuality/Feminism". Sea Changes: Essays on Culture and Feminism. Londres: Verso, 1986. ISBN 978-0-86091-151-7.
- Kelly, Gary. Revolutionary Feminism: The Mind and Career of Mary Wollstonecraft. New York: St. Martin's, 1992. ISBN 978-0-312-12904-0.
- McElroy, Wendy (2008). «Wollstonecraft, Mary (1759–1797)». In:  Hamowy, Ronald. The Encyclopedia of Libertarianism. Thousand Oaks, CA: Sage Publications, Cato Institute. pp. 545–46. ISBN 978-1-4129-6580-4. LCCN 2008009151. OCLC 750831024. doi:10.4135/9781412965811.n331
- Mellor, Anne K. "Mary Wollstonecraft's A Vindication of the Rights of Woman and the Women Writers of Her Day." In The Cambridge Companion to Mary Wollstonecraft, edited by Claudia L. Johnson, 141–59. Cambridge: Cambridge University Press, 2002. doi:10.1017/CCOL0521783437.009.
- Myers, Mitzi. "Impeccable Governess, Rational Dames, and Moral Mothers: Mary Wollstonecraft and the Female Tradition in Georgian Children's Books". Children's Literature 14 (1986):31–59.
- —. "Sensibility and the 'Walk of Reason': Mary Wollstonecraft's Literary Reviews as Cultural Critique". Sensibility in Transformation: Creative Resistance to Sentiment from the Augustans to the Romantics. Ed. Syndy McMillen Conger. Rutherford: Fairleigh Dickinson University Press, 1990. ISBN 978-0-8386-3352-6.
- —. "Wollstonecraft's Letters Written ... in Sweden: Towards Romantic Autobiography". Studies in Eighteenth-Century Culture 8 (1979): 165–85.
- Orr, Clarissa Campbell, ed. Wollstonecraft's daughters: womanhood in England and France, 1780–1920. Manchester: Manchester University Press ND, 1996.
- Poovey, Mary. The Proper Lady and the Woman Writer: Ideology as Style in the Works of Mary Wollstonecraft, Mary Shelley and Jane Austen. Chicago: University of Chicago Press, 1984. ISBN 978-0-226-67528-2.
- Richardson, Alan. "Mary Wollstonecraft on education". The Cambridge Companion to Mary Wollstonecraft. Ed. Claudia Johnson. Cambridge: Cambridge University Press, 2002. ISBN 978-0-521-78952-3.
- Rossi, Alice. The Feminist papers: from Adams to de Beauvoir. Northeastern, 1988.
- Sapiro, Virginia. A Vindication of Political Virtue: The Political Theory of Mary Wollstonecraft. Chicago: University of Chicago Press, 1992. ISBN 978-0-226-73491-0.
- Taylor, Barbara. Mary Wollstonecraft and the Feminist Imagination. Cambridge: Cambridge University Press, 2003. ISBN 978-0-521-66144-7.
- Todd, Janet. Women's Friendship in Literature. New York: Columbia University Press, 1980. ISBN 978-0-231-04562-9